# 长城镇 (吴起县)
长城镇，是中华人民共和国陕西省延安市吴起县下辖的一个乡镇级行政单位。

## 行政区划
长城镇下辖以下地区：
长城村、孙崾岘村、榆树坪村、马新庄村、西郊村、双湾涧村、河则沟村、安门村、墩洼村、黄涧村、二道坝村和小河畔村。